# Viande = Meurtre
Viande = Meurtre est un épisode de la série télévisée d'animation Les Simpson. Il s'agit du vingt-et-unième épisode de la trente-troisième saison et du 727e de la série.

## Synopsis
Lorsque le milliardaire Augustus "Gus" Redfield achète la société mère de Krusty,  après que Krusty a volé son entreprise de hamburgers, il demande à son ancien associé Abraham de le rejoindre dans son conseil d’administration.

## Réception
Lors de sa première diffusion, l'épisode a attiré 1 million de téléspectateurs.